# Ancuța
Ancuța ist ein weiblicher Vorname und Familienname.

## Herkunft und Bedeutung
Er ist die rumänische Verkleinerungsform des Namens Anca.

## Vorname
- Ancuța Bobocel (* 1987), rumänische Leichtathletin

## Familienname
- Dimitrie Ancuța (* 1937), rumänischer Politiker (PCR)